# Johnny K
John Karkazis, plus connu sous le nom de Johnny K, est un producteur de musique, ingénieur du son et mixeur américain.

## Travaux

### En tant que producteur
- 1996 - Running with Scissors (The Orphan Punks)
- 2000 - The Sickness (Disturbed)
- 2001 - Supercharger (Machine Head)
- 2001 - No One (No One)
- 2001 - Scars (Soil)
- 2001 - Healing (Unloco)
- 2002 - Believe (Disturbed)
- 2003 - Finger Eleven (Finger Eleven)
- 2003 - XIII (Mushroomhead)
- 2004 - Desensitized (Drowning Pool)
- 2004 - Redefine (Soil)
- 2005 - Ten Thousand Fists (Disturbed)
- 2005 - Seventeen Days (3 Doors Down)
- 2006 - Until There's Nothing Left of Us (Kill Hannah)
- 2007 - Them vs. You vs. Me (Finger Eleven)
- 2007 - Every Second Counts (Plain White T's)
- 2008 - Big Bad World (Plain White T's)
- 2008 - 3 Doors Down (3 Doors Down)
- 2008 - The Illusion of Progress (Staind)
- 2008 - Light from Above (Black Tide)
- 2009 - Picture Perfect (Soil)
- 2009 - Adelitas Way (Adelitas Way)
- 2010 - Cold Day Memory (Sevendust)
- 2010 - No Apologies (Trapt)
- 2010 - Welcome to the Wasteland (Bad City)
- 2011 - Staind (Staind)
- 2011 - War of Angels (Pop Evil)
- 2011 - Th1rt3en (Megadeth)
- 2012 - Nonpoint (Nonpoint)
- 2013 - Super Collider (Megadeth)

### En tant qu'ingénieur du son
- 1995 - Tweaked (Enuff Z'Nuff)
- 1996 - Peach Fuzz (Enuff Z'Nuff)
- 1996 - 'Running with Scissors (The Orphan Punks)
- 1997 - Seven (Enuff Z'Nuff)
- 1998 - Music Saves (Big Wow)
- 1999 - Paraphernalia (Enuff Z'Nuff)
- 2000 - The Sickness (Disturbed)
- 2001 - Supercharger (Machine Head)
- 2001 - No One (No One)
- 2001 - Scars (Soil)
- 2001 - Healing (Unloco)
- 2002 - Believe (Disturbed)
- 2003 - Finger Eleven (Finger Eleven)
- 2003 - XIII (Mushroomhead)
- 2004 - Desensitized (Drowning Pool)
- 2004 - Redefine (Soil)
- 2005 - Ten Thousand Fists (Disturbed)
- 2005 - Seventeen Days (3 Doors Down)
- 2006 - Until There's Nothing Left of Us (Kill Hannah)
- 2007 - Them vs. You vs. Me (Finger Eleven)
- 2007 - Every Second Counts (Plain White T's)
- 2008 - Big Bad World (Plain White T's)
- 2008 - 3 Doors Down (3 Doors Down)
- 2008 - The Illusion of Progress (Staind)
- 2008 - Light from Above (Black Tide)
- 2009 - Adelitas Way (Adelitas Way)
- 2010 - Cold Day Memory (Sevendust)
- 2011 - Staind (Staind)
- 2011 - Th1rt3en (Megadeth)
- 2012 - Nonpoint (Nonpoint)

### En tant que mixeur
- 1996 - Peach Fuzz (Enuff Z'Nuff)
- 1996 - 'Running with Scissors (The Orphan Punks)
- 1998 - Music Saves (Big Wow)
- 2000 - 10 (Enuff Z'Nuff)
- 2001 - No One (No One)
- 2001 - Healing (Unloco)
- 2003 - Finger Eleven (Finger Eleven)
- 2006 - Until There's Nothing Left of Us (Kill Hannah)
- 2007 - Them vs. You vs. Me (Finger Eleven)
- 2007 - Every Second Counts (Plain White T's)
- 2008 - Light from Above (Black Tide)
- 2010 - Welcome to the Wasteland (Bad City)
- 2011 - Staind (Staind)
- 2011 - War of Angels (Pop Evil)
- 2011 - Th1rt3en (Megadeth)
- 2012 - Nonpoint (Nonpoint)